# Pantokrator (groupe)
Pour les articles homonymes, voir Pantokrator.
Pantokrator est un groupe de death metal chrétien suédois formé en 1996. Le nom du groupe pantocrator en français est une représentation du Christ en gloire. Plusieurs membres ont été dans Crimson Moonlight et Sanctifica.

## Biographie
Pantokrator est formé à l'automne 1996, d'abord comme un groupe de reprises. Par la suite, le groupe décide de jouer ses propres chansons. Le groupe est composé de six membres au total : le bassiste Jonas Wallinder, le batteur Rickard Gustafsson, les guitaristes Matthias Johansson et Johnathan Jansson, et le chanteur Karl Walfridsson.

## Style musical
Pantokrator joue principalement du death metal. Une chronique décrit le split entre Pantokrator et Sanctifica comme du « death metal crunchy ». Une autre chronique décrit leur style comme du « doomy death metal ».

## Membres

### Membres actuels
- Mattias Johansson - guitare (depuis 1996)
- Karl Walfridsson - chant (depuis 1996)
- Jonas Wallinder - basse (depuis 1997)
- Rickard Gustafsson - batterie (ex-Golden Resurrection) (depuis 1997)
- Jonathan « Steele » Jansson - guitare, chœurs (Crimson Moonlight, ex-Sanctifica) (depuis 2003)

### Membres live
- Johan Ylendatrand - basse (depuis 2013) (Crimson Moonlight)
- Linus Pilebrand - basse (2011)